# The Lesson (film 1913 American)
The Lesson è un cortometraggio muto del 1913. Il nome del regista non viene riportato nei credit del film.

## Trama
In campagna, Bessie si lascia affascinare da uno sconosciuto giunto in automobile che dà un passaggio a lei e a suo padre. Un giorno, l'uomo riceve un biglietto che poi gli cade a terra. Bessie, dopo averlo raccolto, lo legge: "Caro Herbert, mi spiace di interrompere la tua vacanza ma ti voglio ricordare l'appuntamento di lavoro che abbiamo con Courey. Tua moglie Jeanette". Bessie, allora, lascia il mascalzone e ritorna dal suo innamorato, il povero Ed, che lei aveva respinto, ammaliata dall'affascinante straniero.

## Produzione
Il film fu prodotto dall'American Film Manufacturing Company (con il nome Flying A). Venne girato in California, a Santa Barbara .

## Distribuzione
Distribuito dalla Mutual Film, il film - un cortometraggio in una bobina - uscì nelle sale cinematografiche USA il 20 marzo 1913.